# 나리타선
나리타선(일본어: 成田線, なりたせん)은 일본 동일본 여객철도의 철도 노선이다. 지바현 사쿠라시의 사쿠라역과 조시시의 마쓰기시역 간을 잇는 구간, 아비코시의 아비코역과 나리타시의 나리타역 간을 잇는 구간, 나리타 시의 나리타 역과 나리타 공항역을 잇는 구간의 세 노선 모두 나리타선에 해당한다.

## 노선 정보
- 노선 거리: 119.1 km
  - 사쿠라 ~ 마쓰기시: 75.4 km
  - 나리타 ~ 나리타 공항: 10.8 km
  - 아비코 ~ 나리타: 32.9 km
- 궤간: 1,067mm(협궤)
- 역 수: 27
- 복선 구간: 사쿠라 ~ 나리타
- 단선 구간: 나리타 ~ 나리타 공항, 나리타 ~ 마쓰기시, 아비코 ~ 나리타
- 전철화 구간: 전 구간 직류 1,500 볼트
- 차단 장치: 자동 차단식
- 보안 장치: ATS

## 운행 형태

### 본선
소부 본선 사쿠라역에서 북쪽으로 분기하여 나리타역을 거쳐 도네강 남안을 따라 다시 소부 본선과의 합류역인 마쓰기시역에 이르는 노선이다. 사쿠라 ~ 마쓰기시 간은 소부 본선보다 영업 거리 기준으로 13.4 km 길다. 보통 열차는 소부 본선의 지바역 또는 조시역을 시종착역으로 하여 소부 본선 및 가시마 선을 이용하는 열차와의 구분을 위해 소부 본선 내에서도 "나리타 선 열차"임을 안내한다. 쾌속 열차는 소부 쾌속선에서 지바 역과 소부 본선 구간을 거쳐 나리타 선으로 운행한다. 에어포트 나리타 호 등 도쿄역을 경유하여 요코스카 선으로 직결 운행하는 열차도 있다. 본선을 주행하는 대부분의 열차가 도쿄 방면과 직결 운행하는 사쿠라 ~ 나리타·나리타 공항 간의 나리타 공항 연계 열차로, 나리타 공항 방면 열차와 조시 방면 열차가 연계되는 등 공항 연락 열차 중심으로 시간표가 짜여져 있다. 또 긴 편성의 화물 열차도 운행되기 때문에 구즈미역 ~ 가토리역 간에는 긴 교행 구간이 갖추어져 있어 11량 편성인 E217계 전동차의 입선도 가능하다.
가토리 역에서 분기하는 가시마 선 직통 열차는 지바 역에서 시종착하는 열차 이외에 나리타 역, 사와라역에서 시종착하는 열차도 있다. 예전에 가시마 선의 특급 열차였던 아야메 호는 현재 나리타 선 특급 스이고와 합병되어 나리타 선 특급으로서 조시 역 시종착 열차가 왕복 1편, 가시마진구 시종착 열차가 왕복 1편, 나리타 종착 열차가 하행 1편으로 합계 상행 2편, 하행 3편이 있다. 단 아야메 호도 사와라 역을 기점으로 동부 구간에서는 각 역에 정차하는 보통 열차로써 운행된다.
나리타 ~ 사와라·가토리 간의 운전 간격은 시간 당 1 ~ 2편 정도, 가토리 ~ 마쓰기시 간의 운행 간격은 1시간 ~ 1시간 30분 정도로 아비코 지선보다 운행 편수가 작다. 낮 시간대에는 열차 운행이 더욱 드물어 사와라 역에서 열차 교행이 이루어진 후 종점 조시 역까지 교행이 없는 열차도 있다.

### 공항 지선

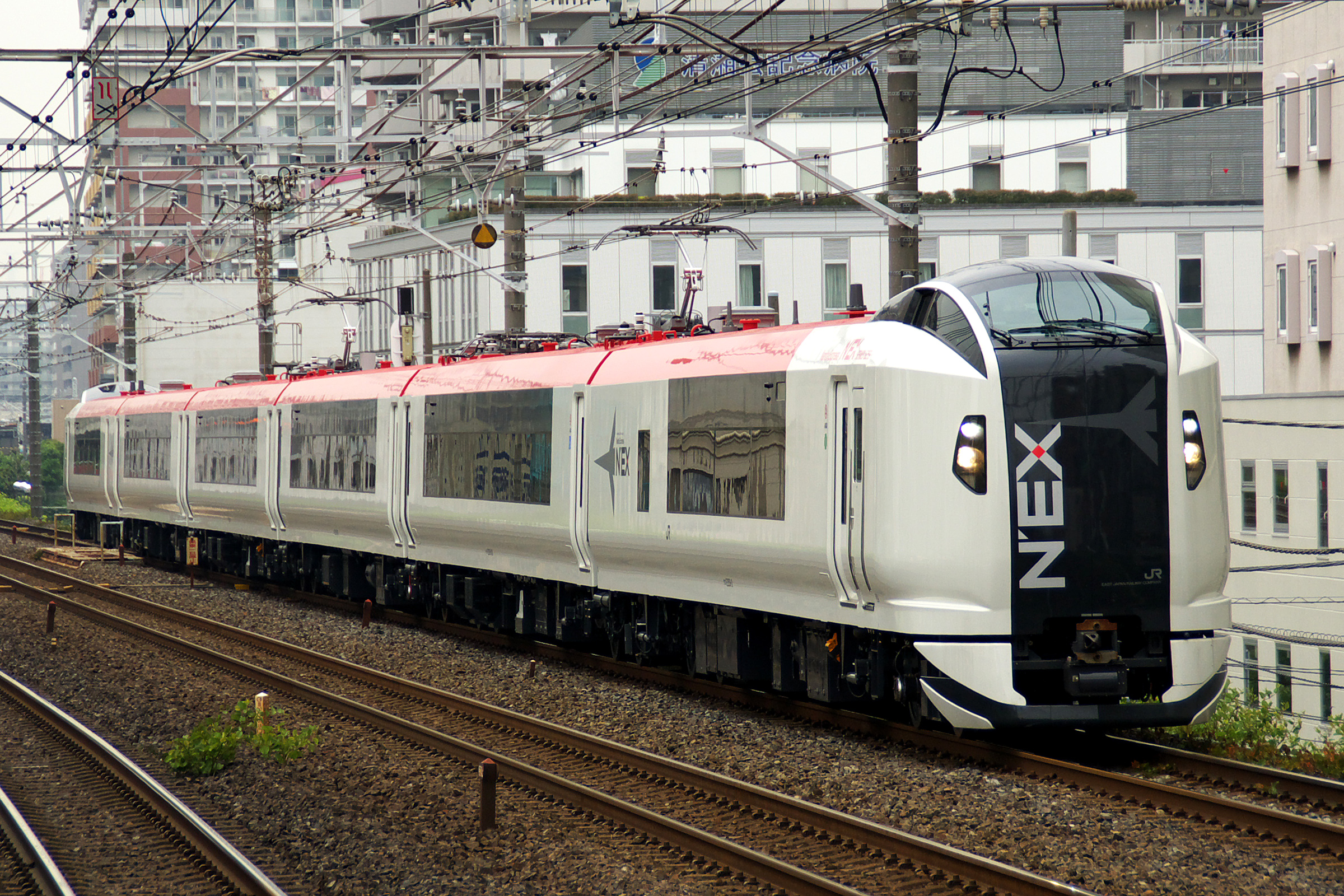
나리타 익스프레스 전용 신형차량인 E259계 전동차

나리타역 북쪽 2 km 지점에서 본선과 분기하여 공항 제2빌딩역을 거쳐 나리타 공항역에 이르는 노선이다. 연계 교통 인프라가 부족하여 "세계에서 제일 불편한 국제 공항"으로 야유를 받고 있었던 나리타 국제 공항의 상황에 대해 1991년 운수대신 이시하라 신타로의 지시(일본어: 鶴の一声 쓰루노 히토코에[*])로 건설이 중지된 나리타 신칸센의 노반을 일부 활용하여 1991년 3월 19일 게이세이 전철 본선과 동시 개업하였다. 또 운수성 내부에서도 이미 1980년대 후반부터 구체적인 계획이 진행되고 있었다. 개업 당초에는 나리타 공항역만 운영되었으나, 1992년 12월 6일 제2 여객 터미널이 개업함에 따라 12월 3일 공항 제2빌딩역을 개업했다.
공항 지선을 운행하는 정기 열차는 아침 통근 시간대의 209계 보통 열차 1편 이외에 특급 나리타 익스프레스와 쾌속 에어포트 나리타 호 뿐(단 상행에서는 '쾌속'으로만 표시한다)으로, 양쪽 모두 공항 지선 내 두 역에 모두 선다. 나리타 역 ~ 나리타 공항역 간의 왕복 운전은 없으며, 모든 열차가 소부 본선과 직결 운행한다. 나리타 익스프레스 호가 시간당 1 ~ 2편, 에어포트 나리타 호가 시간당 1편이 운행된다.

### 아비코 지선
현재는 아비코 ~ 나리타 간 지선 내 운전 및 조반 쾌속선과의 직결 운행이 이루어지지만 나리타 선 본선과의 정기 열차의 직결 운행은 이루어지지 않는다. 이 때문에 본선, 공항 지선과 구분지어지는 경우가 많아 정식적인 애칭 또는 통칭은 없으며, 단락의 제목 "아비코 지선"이 일반적인 표기이다. 또 직결 운행하는 조반선 구간과 합쳐 "조반·나리타 선"으로 묶는 경우도 있다.
기점에서 종점으로 운행하는 열차를 하행으로 하는 정의에 따르면 아비코 방면은 하행이지만, 실제로는 아비코 방면이 상행, 나리타 방면이 하행으로 운용되고 있으며 열차 번호도 아비코에서 나리타로 향하는 열차에 홀수 번호가 붙는다. 정기 열차는 모두 보통 열차이다. 조반 쾌속선을 이용하여 우에노역까지 운행하는 직결 운행 열차는 왕복 16.5편이 운행되고 있다. 나리타 역에서 나리타 공항 방면 열차로 갈아타는 것을 고려한 연계 시각표가 설정되어 있다.
새해에는 하쓰모우데(새해 참배)를 위해 나리타 산의 신쇼지를 찾는 승객을 태운 단체 전용 열차가 운행되는 일도 많다. 2007년 ~ 2008년 사이에는 우에노 ~ 아비코 ~ 나리타 ~ 나리타 공항 간을 잇는 임시 쾌속 열차 에어포트 조반이 운행되었다.
전 구간이 단선으로, 모든 역에서 교행이 가능하다. 차량은 조반선 쾌속 열차와 같은 직류형 동일본 여객철도 E231계 전동차를 사용한다.

## 차량
- 본선
  - 209계
  - 211계
- 공항 지선
  - E217계
  - E259계 (나리타 익스프레스)
- 아비코 지선
  - E231계

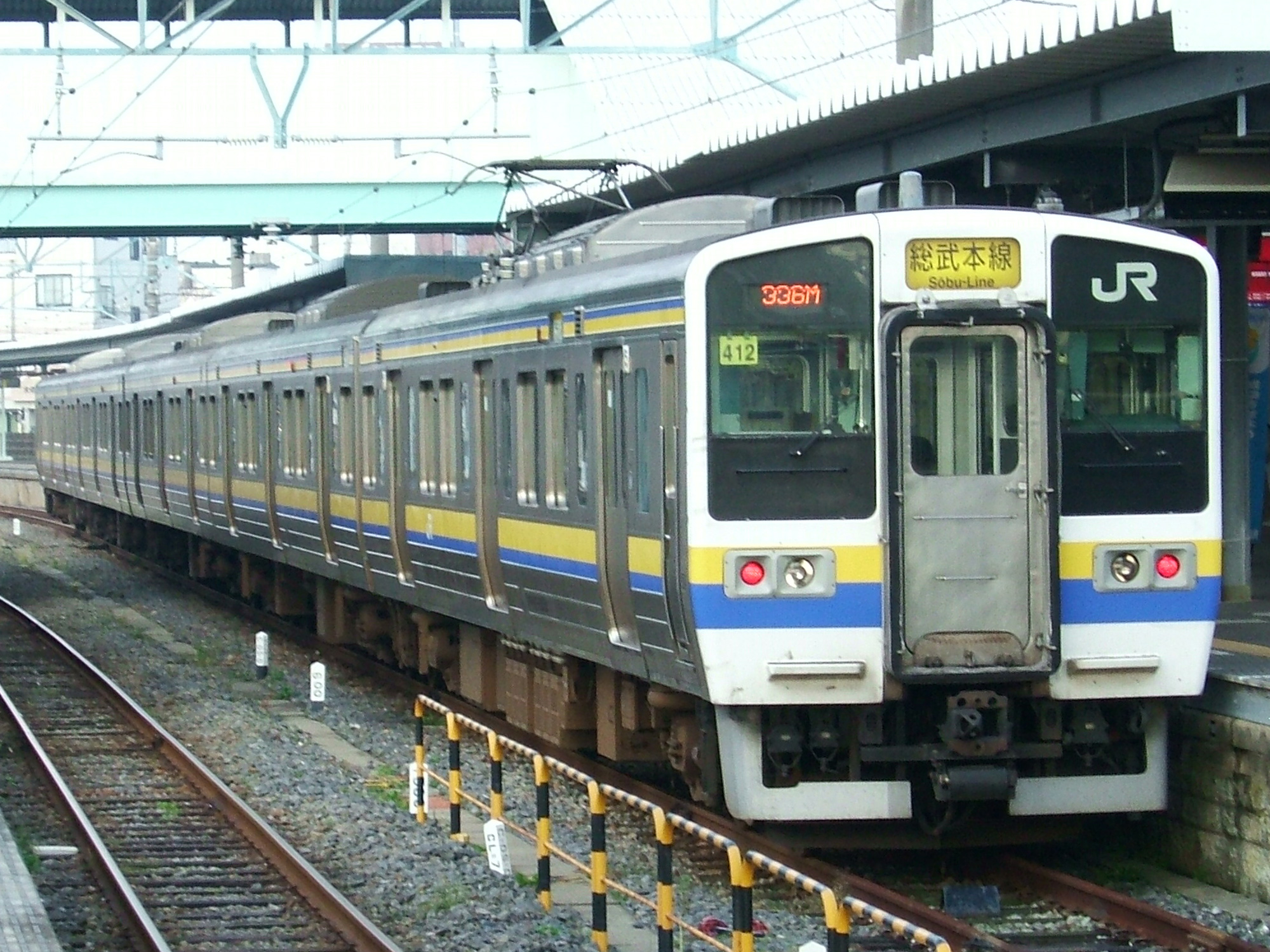
211계
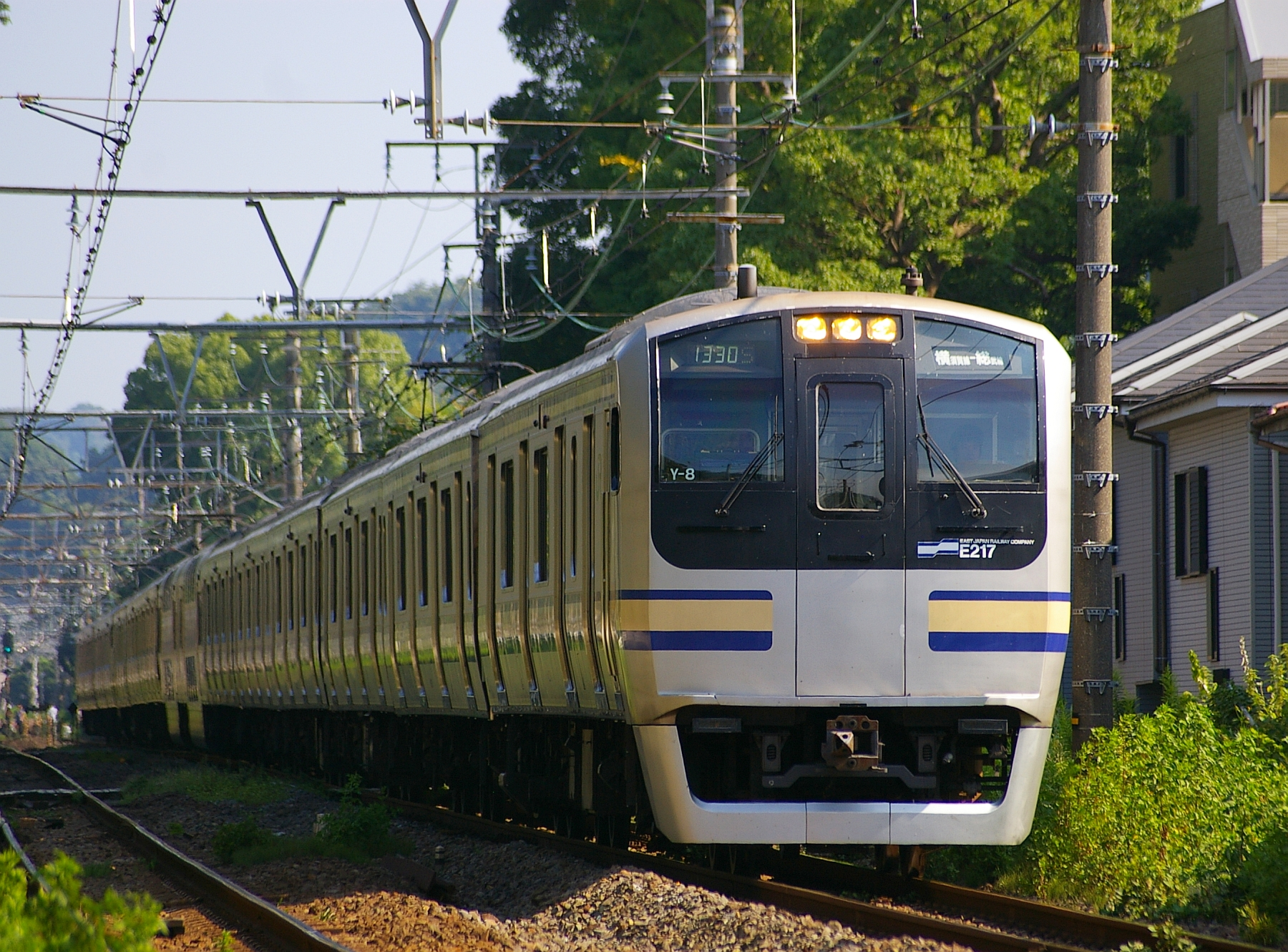
E217계
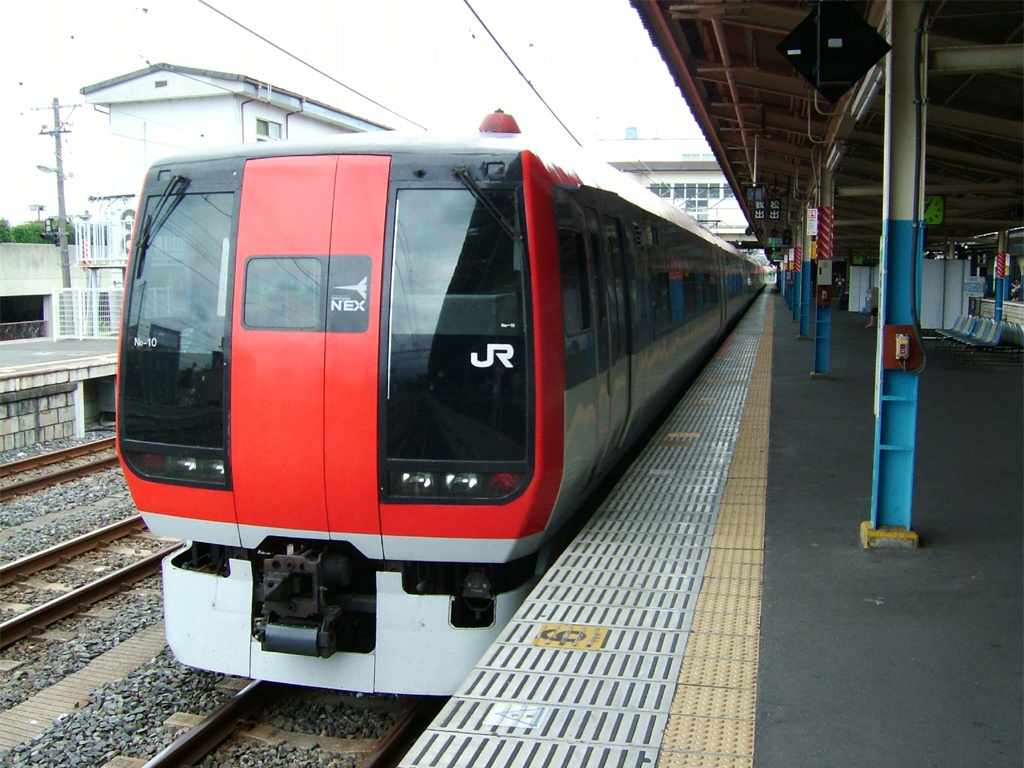
253계
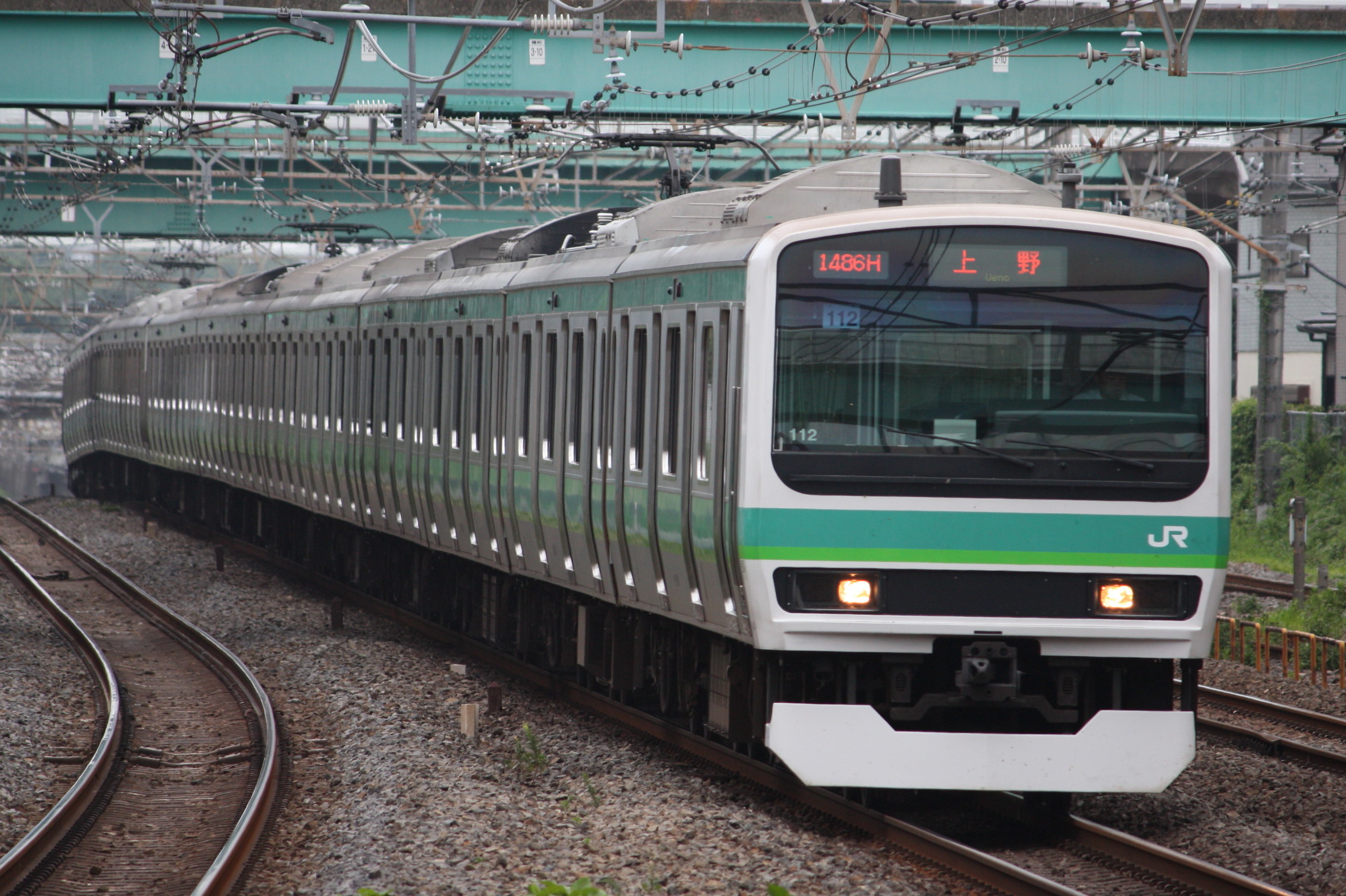
E231계
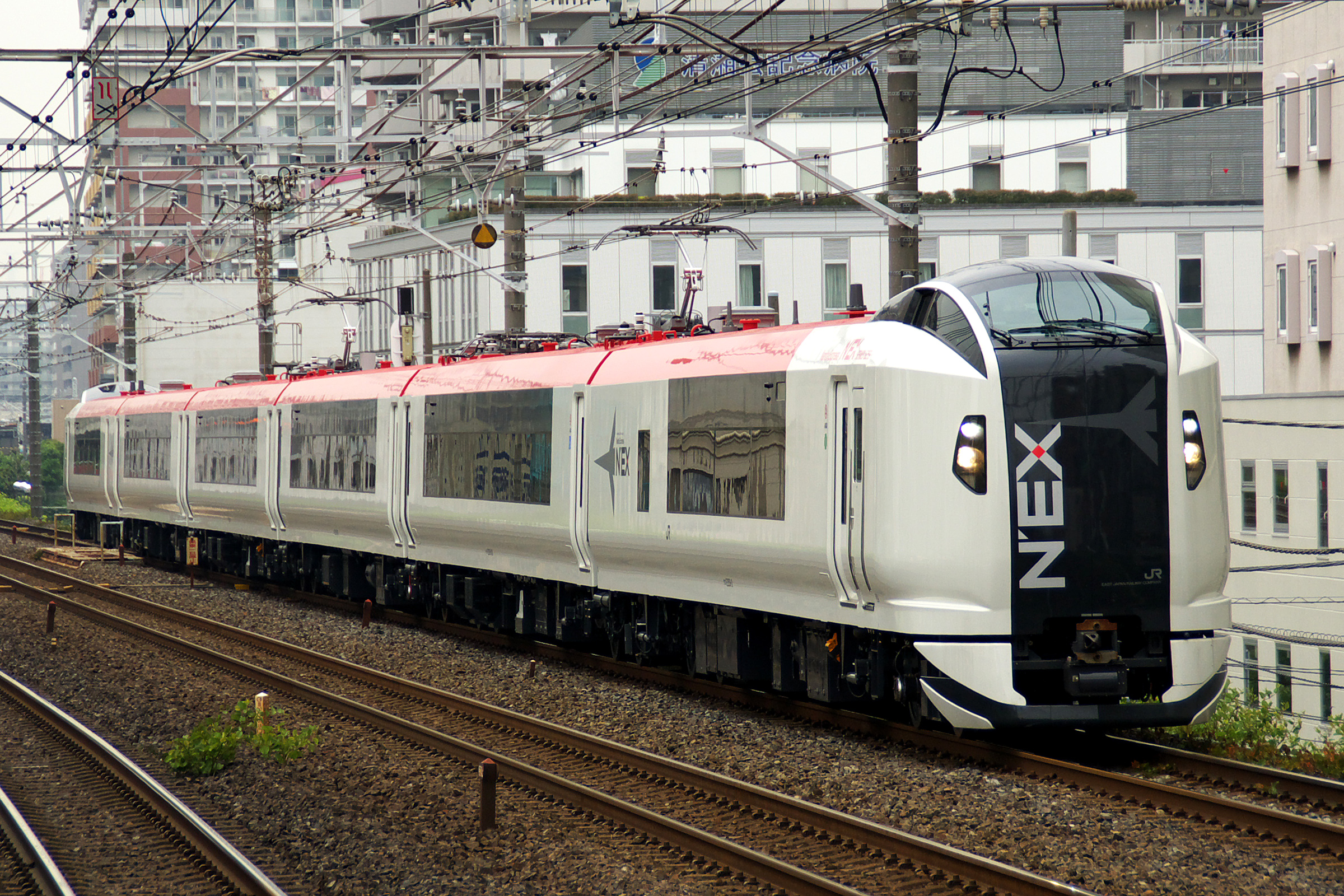
E259계

## 역 목록

### 본선
누적거리는 사쿠라역에서부터의 거리다.
| 노 선       | 역 번호 | 역명           | 일어 역명 | 쾌 속                         | 통 쾌                   | 나 익    | 접속 노선 | 역간 거리 | 누적 거리 | 소재지   | 소재지       | 소재지       |
| ----------- | ------- | -------------- | --------- | ----------------------------- | ----------------------- | -------- | --- | --------- | --------- | -------- | ------------ | ------------ |
| 소 부 본 선 | JO 28   | 지바           | 千葉      | ●                             | ●                       | ▲        | 소부 쾌속선·요코스카 선 (JO 28, 직결 운행), 주오·소부 완행선 (JB 39), ■ 소토보 선, ■ 우치보 선, 지바 도시 모노레일 1호선 (CM 03), 지바 도시 모노레일 2호선 (CM 03) 게이세이 전철 지바 선 (게이세이지바 역, KS 59) |           |           | 지 바 현 | 주오구       | 주오구       |
| 소 부 본 선 | JO 29   | 히가시치바     | 東千葉    | │                             | │                       | │        | | 0.9       |           | 지 바 현 | 주오구       | 주오구       |
| 소 부 본 선 | JO 30   | 쓰가           | 都賀      | ●                             | ●                       | │        | 지바 도시 모노레일 2호선 (CM 11) | 3.3       |           | 지 바 현 | 와카바구     | 와카바구     |
| 소 부 본 선 | JO 31   | 요쓰카이도     | 四街道    | ●                             | ●                       | ▲        | | 3.5       |           | 지 바 현 | 요쓰카이도시 | 요쓰카이도시 |
| 소 부 본 선 | JO 32   | 모노이         | 物井      | ●                             | │                       | │        | 4.2 |           |           | 지 바 현 | 요쓰카이도시 | 요쓰카이도시 |
| 소 부 본 선 | JO 33   | 사쿠라         | 佐倉      | ●                             | ●                       | ▲        | ■ 소부 본선 (나루토 방면) | 4.2       | 0.0       | 지 바 현 | 사쿠라시     | 사쿠라시     |
| 나 리 타 선 | JO 34   | 시스이         | 酒々井    | ●                             | ●                       | │        | | 6.4       | 6.4       | 지 바 현 | 인바군       | 시스이정     |
| 나 리 타 선 | JO 35   | 나리타         | 成田      | ●                             | ●                       | ▲        | 공항 지선 (JO 35, 직결 운행), ■ 아비코 지선, 게이세이 전철 본선 · 히가시나리타 선 (게이세이나리타 역, KS 40) | 6.7       | 13.1      | 지 바 현 | 나리타시     | 나리타시     |
| 나 리 타 선 |         | 구즈미         | 久住      | ●                             |                         |          | | 6.9       | 20.0      | 지 바 현 | 나리타시     | 나리타시     |
| 나 리 타 선 |         | 나메가와       | 滑河      | ●                             | 5.5                     | 25.5     | |           |           | 지 바 현 | 나리타시     | 나리타시     |
| 나 리 타 선 |         | 시모사코자키   | 下総神崎  | ●                             | 6.1                     | 31.6     | 가토리군 | 고자키정  |           | 지 바 현 |              |              |
| 나 리 타 선 |         | 오토           | 大戸      | ●                             | 4.5                     | 36.1     | 가토리시 | 가토리시  |           | 지 바 현 |              |              |
| 나 리 타 선 |         | 사와라         | 佐原      | ●                             | 3.9                     | 40.0     | 가토리시 | 가토리시  |           | 지 바 현 |              |              |
| 나 리 타 선 |         | 가토리         | 香取      | ●                             | ■ 가시마 선 (직결 운행) | 3.6      | 가토리시 | 가토리시  | 43.6      | 지 바 현 |              |              |
| 나 리 타 선 |         | 스이고         | 水郷      |                               |                         | 3.9      | 가토리시 | 가토리시  | 47.5      | 지 바 현 |              |              |
| 나 리 타 선 |         | 오미가와       | 小見川    | 5.2                           | 52.7                    |          | 가토리시 | 가토리시  |           | 지 바 현 |              |              |
| 나 리 타 선 |         | 사사가와       | 笹川      | 5.0                           | 57.7                    | 가토리군 | 도노쇼정 |           |           | 지 바 현 |              |              |
| 나 리 타 선 |         | 시모사타치바나 | 下総橘    | 5.2                           | 62.9                    | 가토리군 | 도노쇼정 |           |           | 지 바 현 |              |              |
| 나 리 타 선 |         | 시모사토요사토 | 下総豊里  | 3.3                           | 66.2                    | 조시시   | 조시시 |           |           | 지 바 현 |              |              |
| 나 리 타 선 |         | 시시바         | 椎柴      | 4.8                           | 71.0                    | 조시시   | 조시시 |           |           | 지 바 현 |              |              |
| 소 부 본 선 |         | 마쓰기시       | 松岸      | ■ 소부 본선 (요카이치바 방면) | 4.4                     | 조시시   | 조시시 | 75.4      |           | 지 바 현 |              |              |
| 소 부 본 선 |         | 조시           | 銚子      | 조시 전기철도 조시 전기철도선 | 3.2                     | 조시시   | 조시시 | 78.6      |           | 지 바 현 |              |              |

### 공항 지선
| 역 번호 | 역명              | 일어 역명    | 쾌 속 | 통 쾌 | 나 익 | 접속 노선 | 역간 거리 | 누적 거리 | 소재지   | 소재지      | 소재지      |
| ------- | ----------------- | ------------ | ----- | ----- | ----- | --- | --------- | --------- | -------- | ----------- | ----------- |
| JO 35   | 나리타            | 成田         | ●     | ●     | ▲     | 본선 (JO 35, 지바 방면 직결 운행), ■ 아비코 지선, 게이세이 전철 본선 · 히가시나리타 선 (게이세이나리타 역, KS 40) | 0.0       | 0.0       | 지 바 현 | 나 리 타 시 | 나 리 타 시 |
|         | 호리노우치 신호장 | 堀之内信号場 | │     | │     | │     | |           |           | 지 바 현 | 나 리 타 시 | 나 리 타 시 |
| JO 36   | 공항 제2빌딩      | 空港第2ビル  | ●     | ●     | ●     | 게이세이 전철 본선 (KS 41), 게이세이 전철 나리타 공항선 (KS 41)                                                   | 9.8       | 9.8       | 지 바 현 | 나 리 타 시 | 나 리 타 시 |
| JO 37   | 나리타 공항       | 成田空港     | ●     | ●     | ●     | 게이세이 전철 본선 (KS 42), 게이세이 전철 나리타 공항선 (KS 42)                                                   | 1.0       | 10.8      | 지 바 현 | 나 리 타 시 | 나 리 타 시 |

- 쾌속 : 쾌속 정차역
- 통쾌 : 통근쾌속 정차역
- 나익 : 나리타 익스프레스 정차역

### 아비코 지선
| 역명         | 일어 역명 | 접속 노선                                                                                 | 역간 거리 | 누적 거리 | 소재지   | 소재지   | 소재지   |
| ------------ | --------- | ----------------------------------------------------------------------------------------- | --------- | --------- | -------- | -------- | -------- |
| 아비코       | 我孫子    | 조반 쾌속선 (JJ 08, 우에노 방면 직결 운행) · ■ 조반선 (JJ 08), 조반 완행선 (JL 30)        | 0.0       | 0.0       | 지 바 현 | 아비코시 | 아비코시 |
| 히가시아비코 | 東我孫子  |                                                                                           | 3.4       | 3.4       | 지 바 현 | 아비코시 | 아비코시 |
| 고호쿠       | 湖北      | 2.9                                                                                       | 6.3       |           | 지 바 현 | 아비코시 | 아비코시 |
| 아라키       | 新木      | 2.6                                                                                       | 8.9       |           | 지 바 현 | 아비코시 | 아비코시 |
| 후사         | 布佐      | 3.2                                                                                       | 12.1      |           | 지 바 현 | 아비코시 | 아비코시 |
| 기오로시     | 木下      | 1.9                                                                                       | 14.0      | 인자이시  | 인자이시 |          |          |
| 고바야시     | 小林      | 4.3                                                                                       | 18.3      | 인자이시  | 인자이시 |          |          |
| 아지키       | 安食      | 4.9                                                                                       | 23.2      | 인바군    | 사카에정 |          |          |
| 시모사만자키 | 下総松崎  | 4.1                                                                                       | 27.3      | 나리타시  | 나리타시 |          |          |
| 나리타       | 成田      | 본선 · 공항 지선 (JO 35), 게이세이 전철 본선 · 히가시나리타 선 (게이세이나리타 역, KS 40) | 5.6       | 나리타시  | 나리타시 | 32.9     |          |